# Pontevico
Pontevico är en stad och kommun i provinsen Brescia i Lombardiet i norra Italien. Kommunen hade 7 138 invånare (2018) och gränsar till kommunerna Alfianello, Bassano Bresciano, Corte de' Frati, Robecco d'Oglio, San Gervasio Bresciano, Verolanuova och Verolavecchia. 